# Prologue du Tour de France 2001
Pour un article plus général, voir Tour de France 2001.
Le prologue du Tour de France 2001 a eu lieu le 7 juillet 2001 à Dunkerque, en France, sur une distance de 8,2 km. Il a été remporté par le Français Christophe Moreau devant l'Espagnol Igor González de Galdeano.

## Parcours
Le prologue du Tour de France 2001 se déroule dans la commune de Dunkerque sur une distance de 8,2 km. Ce parcours avantage les coureurs classés comme rouleurs. Il est en effet complètement plat. En raison de la présence de plusieurs virages serrés, le vent est tournant pour les coureurs.

## Récit
Le prologue est remporté par Christophe Moreau de l'équipe Festina. Prenant donc le maillot jaune, il devance Igor González de Galdeano, Lance Armstrong, Jan Ullrich et son coéquipier Florent Brard, qui endosse de son côté le maillot blanc de meilleur jeune,. De son côté, David Millar, vainqueur du prologue l'année précédente, termine avec 42 secondes de retard à la suite d'une chute.

## Classement de l'étape
| \| Classement de l'étape \| Classement de l'étape \| Classement de l'étape \| Classement de l'étape \| Classement de l'étape \| \| Coureur \| Coureur \| Pays \| Équipe \| Temps \| \| --------------------- \| ------------------------- \| --------------------- \| --------------------- \| --------------------- \| \| 1er \| Christophe Moreau \| France \| Festina \| 9 min 20 s \| \| 2e \| Igor González de Galdeano \| Espagne \| ONCE-Eroski \| + 3 s \| \| 3e \| Lance Armstrong \| États-Unis \| US Postal Service \| DQ \| \| 4e \| Jan Ullrich \| Allemagne \| Deutsche Telekom \| + 7 s \| \| 5e \| Florent Brard \| France \| Festina \| + 7 s \| \| 6e \| Santiago Botero \| Colombie \| Kelme-Costa Blanca \| + 10 s \| \| 7e \| Joseba Beloki \| Espagne \| ONCE-Eroski \| + 13 s \| \| 8e \| Stuart O'Grady \| Australie \| Crédit Agricole \| + 13 s \| \| 9e \| Carlos Sastre \| Espagne \| ONCE-Eroski \| + 14 s \| \| 10e \| Antonio Tauler \| Espagne \| Kelme-Costa Blanca \| + 14 s \| |                           |            |                    |            |
| |                           |            |                    |            |
| |                           |            |                    |            |
| Classement de l'étape |                           |            |                    |            |
| Coureur | Coureur                   | Pays       | Équipe             | Temps      |
| 1er | Christophe Moreau         | France     | Festina            | 9 min 20 s |
| 2e | Igor González de Galdeano | Espagne    | ONCE-Eroski        | + 3 s      |
| 3e | Lance Armstrong           | États-Unis | US Postal Service  | DQ         |
| 4e | Jan Ullrich               | Allemagne  | Deutsche Telekom   | + 7 s      |
| 5e | Florent Brard             | France     | Festina            | + 7 s      |
| 6e | Santiago Botero           | Colombie   | Kelme-Costa Blanca | + 10 s     |
| 7e | Joseba Beloki             | Espagne    | ONCE-Eroski        | + 13 s     |
| 8e | Stuart O'Grady            | Australie  | Crédit Agricole    | + 13 s     |
| 9e | Carlos Sastre             | Espagne    | ONCE-Eroski        | + 14 s     |
| 10e | Antonio Tauler            | Espagne    | Kelme-Costa Blanca | + 14 s     |

## Classement général
Le classement général de l'épreuve reprend donc le classement de l'étape du jour, le Français Christophe Moreau (Festina) devançant l'Espagnol Igor González de Galdeano (ONCE-Deutsche Bank) et l'Américain Lance Armstrong (US Postal Service).
| \| Classement général \| Classement général \| Classement général \| Classement général \| Classement général \| \| Coureur \| Coureur \| Pays \| Équipe \| Temps \| \| ------------------ \| ------------------------- \| ------------------ \| ------------------ \| ------------------ \| \| 1er \| Christophe Moreau \| France \| Festina \| 9 min 20 s \| \| 2e \| Igor González de Galdeano \| Espagne \| ONCE-Eroski \| + 3 s \| \| 3e \| Lance Armstrong \| États-Unis \| US Postal Service \| DQ \| \| 4e \| Jan Ullrich \| Allemagne \| Deutsche Telekom \| + 7 s \| \| 5e \| Florent Brard \| France \| Festina \| + 7 s \| \| 6e \| Santiago Botero \| Colombie \| Kelme-Costa Blanca \| + 10 s \| \| 7e \| Joseba Beloki \| Espagne \| ONCE-Eroski \| + 13 s \| \| 8e \| Stuart O'Grady \| Australie \| Crédit Agricole \| + 13 s \| \| 9e \| Carlos Sastre \| Espagne \| ONCE-Eroski \| + 14 s \| \| 10e \| Antonio Tauler \| Espagne \| Kelme-Costa Blanca \| + 14 s \| |                           |            |                    |            |
| |                           |            |                    |            |
| |                           |            |                    |            |
| Classement général |                           |            |                    |            |
| Coureur | Coureur                   | Pays       | Équipe             | Temps      |
| 1er | Christophe Moreau         | France     | Festina            | 9 min 20 s |
| 2e | Igor González de Galdeano | Espagne    | ONCE-Eroski        | + 3 s      |
| 3e | Lance Armstrong           | États-Unis | US Postal Service  | DQ         |
| 4e | Jan Ullrich               | Allemagne  | Deutsche Telekom   | + 7 s      |
| 5e | Florent Brard             | France     | Festina            | + 7 s      |
| 6e | Santiago Botero           | Colombie   | Kelme-Costa Blanca | + 10 s     |
| 7e | Joseba Beloki             | Espagne    | ONCE-Eroski        | + 13 s     |
| 8e | Stuart O'Grady            | Australie  | Crédit Agricole    | + 13 s     |
| 9e | Carlos Sastre             | Espagne    | ONCE-Eroski        | + 14 s     |
| 10e | Antonio Tauler            | Espagne    | Kelme-Costa Blanca | + 14 s     |

## Classements annexes
| Classement par points | Classement par points     | Classement par points | Classement par points | Classement par points |
| Coureur               | Coureur                   | Pays                  | Équipe                | Points                |
| --------------------- | ------------------------- | --------------------- | --------------------- | --------------------- |
| 1er                   | Christophe Moreau         | France                | Festina               | 15 pts                |
| 2e                    | Igor González de Galdeano | Espagne               | ONCE-Eroski           | 12 pts                |
| 3e                    | Lance Armstrong           | États-Unis            | US Postal Service     | DQ                    |
| 4e                    | Jan Ullrich               | Allemagne             | Deutsche Telekom      | 8 pts                 |
| 5e                    | Florent Brard             | France                | Festina               | 6 pts                 |

| Classement par points | Classement par points     | Classement par points | Classement par points | Classement par points |
| Coureur               | Coureur                   | Pays                  | Équipe                | Points                |
| --------------------- | ------------------------- | --------------------- | --------------------- | --------------------- |
| 1er                   | Christophe Moreau         | France                | Festina               | 15 pts                |
| 2e                    | Igor González de Galdeano | Espagne               | ONCE-Eroski           | 12 pts                |
| 3e                    | Lance Armstrong           | États-Unis            | US Postal Service     | DQ                    |
| 4e                    | Jan Ullrich               | Allemagne             | Deutsche Telekom      | 8 pts                 |
| 5e                    | Florent Brard             | France                | Festina               | 6 pts                 |

| Classement du meilleur jeune | Classement du meilleur jeune | Classement du meilleur jeune | Classement du meilleur jeune | Classement du meilleur jeune |
| Coureur                      | Coureur                      | Pays                         | Équipe                       | Temps                        |
| ---------------------------- | ---------------------------- | ---------------------------- | ---------------------------- | ---------------------------- |
| 1er                          | Florent Brard                | France                       | Festina                      | + 9 min 27 s                 |
| 2e                           | Bradley McGee                | Australie                    | La Française des jeux        | + 8 s                        |
| 3e                           | Thor Hushovd                 | Norvège                      | Crédit Agricole              | + 10 s                       |
| 4e                           | Jörg Jaksche                 | Allemagne                    | ONCE-Eroski                  | + 11 s                       |
| 5e                           | Rubens Bertogliati           | Suisse                       | Lampre-Daikin                | + 17 s                       |

| Classement du meilleur jeune | Classement du meilleur jeune | Classement du meilleur jeune | Classement du meilleur jeune | Classement du meilleur jeune |
| Coureur                      | Coureur                      | Pays                         | Équipe                       | Temps                        |
| ---------------------------- | ---------------------------- | ---------------------------- | ---------------------------- | ---------------------------- |
| 1er                          | Florent Brard                | France                       | Festina                      | + 9 min 27 s                 |
| 2e                           | Bradley McGee                | Australie                    | La Française des jeux        | + 8 s                        |
| 3e                           | Thor Hushovd                 | Norvège                      | Crédit Agricole              | + 10 s                       |
| 4e                           | Jörg Jaksche                 | Allemagne                    | ONCE-Eroski                  | + 11 s                       |
| 5e                           | Rubens Bertogliati           | Suisse                       | Lampre-Daikin                | + 17 s                       |

| Classement par équipes | Classement par équipes | Classement par équipes | Classement par équipes |
| Équipe                 | Équipe                 | Pays                   | Temps                  |
| ---------------------- | ---------------------- | ---------------------- | ---------------------- |
| 1re                    | Festina                | France                 | 28 min 23 s            |
| 2e                     | ONCE-Eroski            | Espagne                | + 7 s                  |
| 3e                     | US Postal Service      | États-Unis             | + 14 s                 |
| 4e                     | Kelme-Costa Blanca     | Espagne                | + 17 s                 |
| 5e                     | Crédit Agricole        | France                 | + 31 s                 |

| Classement par équipes | Classement par équipes | Classement par équipes | Classement par équipes |
| Équipe                 | Équipe                 | Pays                   | Temps                  |
| ---------------------- | ---------------------- | ---------------------- | ---------------------- |
| 1re                    | Festina                | France                 | 28 min 23 s            |
| 2e                     | ONCE-Eroski            | Espagne                | + 7 s                  |
| 3e                     | US Postal Service      | États-Unis             | + 14 s                 |
| 4e                     | Kelme-Costa Blanca     | Espagne                | + 17 s                 |
| 5e                     | Crédit Agricole        | France                 | + 31 s                 |